# Задворка
Задво́рка — деревня в Воскресенском районе Нижегородской области. Входит в состав Богородского сельсовета.

## География
Село расположено на правом берегу реки Ветлуга, на расстоянии 5 км от села Воскресенское, административного центра района.

## Население
| 1999 | 2002 | 2010 |
| ---- | ---- | ---- |
| 293  | ↗295 | ↘227 |

## Улицы
| - ул. Буханова, - ул. Дорожная, - ул. Зелёная, - ул. Кооперативная, | - пер. Мира, - ул. Мира, - ул. Нагорная, - ул. Полевая, | - ул. Садовая, - ул. Свободы, - ул. Центральная. |

## Известные уроженцы
- Куроедов, Владимир Алексеевич (1906—1994) — советский партийный и государственный деятель, генерал-лейтенант.